# Жизнь и приключения Санта-Клауса
«Жизнь и приключе́ния Са́нта Кла́уса» (англ. The Life and Adventures of Santa Claus) — известная рождественская повесть для детей, написанная Фрэнком Баумом в 1902 году.

## Сюжет

### Детство и юность
Найденный в волшебном лесу могущественным Эйком (англ. Ak), будущий Санта Клаус, ещё малыш, помещён под опеку львицы Шайгры. Нимфа Некиль (англ. Necile) просит Эйка, чтобы он изменил законы леса, потому что она хочет воспитать мальчика так, как это делают смертные люди. Эйк соглашается, потому что он и является их автором. Некиль берёт ребёнка себе и называет его Клаусом, что в переводе с древнего языка волшебных существ означало «малыш», но впоследствии ему дают и полное имя Неклаус, то есть «малыш Некиль» (судя по логике сюжета, более привычное нам «Николас» — это ошибка произношения).
Клауса воспитывают бессмертные обитатели леса, которые контролируют события в жизни людей, животных, растений и даже камней. Среди них есть духи воды, света и ветра. Мальчику очень нравится жить в волшебной стране, но время идёт, и он взрослеет. Эйк знакомит его с миром смертных, но Клаус испуган злом, которое творится там. Однако, юноша больше не может жить с бессмертными и поселяется в Смеющейся долине (англ. Laughing Valley) вместе с подарком своей приёмной матери — котом Блинки (англ. Blinky).

### Дети и игрушки
Клаус прославился благодаря своему доброму отношению к детям. Однажды маленький мальчик потерялся в метель и попытался выйти к дому Клауса, чтобы попросить у него помощи. Главный герой находит мальчика и разрешает ему остаться, пока вьюга не кончится. Мальчик знакомится с Блинки и произносит, что хотел бы иметь кота, но у его семьи мало денег для его содержания. Пока уставший ребёнок спит, Клаус вырезает фигурку Блинки и потом дарит её мальчику, называя эту фигурку «игрушка».
Проходит время, и Клаусу в изготовлении игрушек помогают не менее талантливые эльфы и феи. Герой изобретает и кукол, создав гипсовую статуэтку Некиль. Фея-Властительница говорит, что Клаус должен приносить радость всем детям, бедным и богатым, и он с удовольствием делает это.

### Появление традиций
Злые существа похищают игрушки Клауса, и он решает дарить детям подарки по ночам (класть их в чулки — хорошее место для сюрприза), пробираясь через каминную трубу или открытую дверь. Но демоны срывают многие путешествия Клауса. Эйк объявляет им войну, и бессмертные добрые духи побеждают.
В передвижениях Клаусу начинают помогать два оленя — Глосси (англ. Glossie) и Флосси (англ. Flossie). Как-то раз разносчики подарков встречают Короля Гномов, который хочет, чтобы и его детям подарили игрушки, но не признаёт концепции дарения. Он решает выкупить игрушки за бубенцы. Для доставки требуется больше оленей, и их количество увеличивается до десяти.
Десять оленей развивают большую скорость и словно летают в воздухе, однако сильно устают. Решается, что одного путешествия в год будет достаточно, чтобы доставить все подарки, и днём дарения выбирается Рождество.
Клаус приобретает настоящую известность благодаря своей неизмеримой доброте, и его начинают называть святым — Санта Клаусом.

### Бессмертие
Клаусу уже за 60. Бессмертные понимают, что он приближается к закату своей жизни, и на особом совете решают, что лучше сделать Санту бессмертным, чем ждать, пока родится второй такой же человек. Жизнь Клауса становится вечной как раз тогда, когда к нему приходит Ангел смерти.

## Адаптации
- В 1992 году вышел графический роман по повести с рисунками Майкла Плуга.[1]
- В Рождество 1985 года зрители смогли ознакомиться с музыкальным мультфильмом «Жизнь и приключения Санта Клауса», выпущенном компанией «Rankin/Bass».[2]
- «Mike Young Productions» совместно со студией Universal создали другую анимационную версию истории в 2000 году.[3] Анимационный фильм вышел сразу на видео.
- Одна из серий мультсериала «The Oz Kids», «Кто похитил Санту?» основана на сюжете повести и её продолжения.[4]
- С 6 по 21 апреля 1996 года на ТВ показывался аниме-сериал «Приключения молодого Санты» (яп. 少年サンタの大冒険).[5]
- Существует информация, что в 2010 году выйдет мультфильм «Жизнь и приключения Санта Клауса» от Hyde Park Entertainment.[6]

## Продолжения
Отсылки к повести есть и в других произведениях Баума:
- Похищенный Санта Клаус — сиквел повести, рассказывающий больше о помощниках и врагах Санты.
- Необычные гости удивительной страны Оз  — главные герои цикла о стране Оз (Страшила, Железный Дровосек и другие) посещают Санту, принося ему сделанные ими игрушки.
- Дорога к стране Оз — Санта Клаус и его помощники являются почётными гостями на дне рождения принцессы Озмы.